# Castell de la Todolella
El castell de la Todolella és un castell palau d'estil medieval construït a segle xiv sobre una lloma al costat de la població de la Todolella, a la comarca dels Ports. És llistat com Bé d'Interès Cultural.
Es tracta d'un edifici defensiu de caràcter senyorial, amb un pati al voltant del qual se situen el conjunt format per quatre cossos. El cos més antic i alt, on hi ha la façana, alberga les habitacions a les quals s'accedeix per una escala de pedra. Aquesta façana compta amb tres finestres ogivals amb traceria vegetal, amb altres tres més menudes sobre la principal amb arc apuntat. Els altres cossos es destinen a estades de servei, com pallar, quadres, etc., situant-se en el cos posterior dues torres laterals i una menuda muralla. El pati compta amb arqueria gòtica i pou de carreus. Els murs estan realitzats amb fàbrica de sillarejo reforçats amb carreus en angles que es coronen amb merlets. Els forjats són de biguetes de fusta amb revoltó de guix i les cobertes de teula àrab sobre estructura de fusta.
És de propietat privada.